# Cummeen Strand/Drumcliff Bay (Sligo Bay) SAC
Cummeen Strand/Drumcliff Bay (Sligo Bay) SAC este o arie protejată (sit de importanță comunitară — SCI) din Irlanda întinsă pe o suprafață de 4.917,01 ha, integral pe uscat.

## Localizare
Centrul sitului Cummeen Strand/Drumcliff Bay (Sligo Bay) SAC este situat la coordonatele 54°19′18″N 8°34′58″W / 54.321554°N 8.582751°V.

## Înființare
Situl Cummeen Strand/Drumcliff Bay (Sligo Bay) SAC a fost declarat sit de importanță comunitară în decembrie 1999 pentru a proteja 24 de specii de animale.

## Biodiversitate
Situată în ecoregiunea atlantică, aria protejată conține 8 habitate naturale: Estuare, Terase mlăștinoase și terase nisipoase neacoperite de apă la reflux, Dune mobile cu vegetație embrionară, Dune mobile de-a lungul țărmului cu Ammophila arenaria („dune albe”), Dune de coastă fixe cu vegetație erbacee („dune gri”), Formațiuni de Juniperus communis pe lande sau pajiști calcaroase, Pajiști uscate seminaturale și facies de acoperire cu tufișuri pe substraturi calcaroase (Festuco-Brometalia) (* situri importante pentru orhidee), Izvoare petrifiante cu formare de travertin (Cratoneurion).
La baza desemnării sitului se află mai multe specii protejate:
- păsări (20): rață pitică (Anas crecca), rață fluierătoare (Anas penelope), rață mare (Anas platyrhynchos), Branta bernicla, Branta leucopsis, fugaci de țărm (Calidris alpina), prundaș gulerat mare (Charadrius hiaticula), Fulmarus glacialis, scoicar (Haematopus ostralegus), sitar de mal nordic (Limosa lapponica), ferestrașul mare (Mergus merganser), culic mare (Numenius arquata), cormoran mare (Phalacrocorax carbo), ploier auriu (Pluvialis apricaria), ploier argintiu (Pluvialis squatarola), Pyrrhocorax pyrrhocorax, călifar alb (Tadorna tadorna), fluierar cu picioare verzi (Tringa nebularia), fluierarul cu picioare roșii (Tringa totanus), nagâț (Vanellus vanellus)
- mamifere (1): focă obișnuită (Phoca vitulina)
- nevertebrate (1): Vertigo angustior
- pești (2): Lampetra fluviatilis, Petromyzon marinus

Pe lângă speciile protejate, pe teritoriul sitului au mai fost identificate 2 specii de plante, 2 specii de păsări, 1 specie de amfibieni, 2 specii de mamifere.